# Ferrovia delle Caravanche
La ferrovia delle Caravanche (Karawankenbahn in tedesco) è una linea internazionale facente parte del complesso della ferrovia Transalpina. Essa valica le Caravanche grazie ad un traforo ed unisce Jesenice, in Slovenia, a Rosenbach, frazione dell'austriaca Sankt Jakob im Rosental. Da questa località la ferrovia si diparte in due rami: quello occidentale è diretto a Villach, mentre quello orientale percorre la Rosental (da cui il nome tedesco di Rosentalbahn) per giungere a Sankt Veit an der Glan, sulla ferrovia Rudolfiana.
Attualmente (2009) la linea si trova per la maggior parte della sua lunghezza in territorio austriaco, mentre il breve tratto dal tunnel delle Caravanche fino a Jesenice appartiene alla Slovenia. La gestione delle infrastrutture è dunque di competenze delle società ferroviarie nazionali: la Österreichische Bundesbahnen (ÖBB) per l'Austria e la Slovenske železnice (SŽ) per la Slovenia.

## Storia

### Premesse
La ferrovia Vienna-Trieste, costruita nel 1857, aveva consentito lo sviluppo del porto di Trieste, ma negli ultimi decenni del XIX secolo le onerose tariffe applicate dalla Südbahn, che era la società proprietaria della linea, ne stavano limitando la crescita. Le Ferrovie imperiali dello Stato austriaco (KkStB) propugnarono quindi la costruzione di un nuovo sistema di linee ferroviarie che avrebbe collegato la stazione statale di Trieste Sant'Andrea al centro Europa austro-ungarico.
La ferrovia delle Caravanche fu il cuore di questo sistema che comprendeva, tra le altre, la ferrovia dei Tauri e la Jesenice-Trieste. Essa era formata da un traforo a doppio binario lungo 7 976 metri che avrebbe valicato la catena montuosa delle Caravanche tra Jesenice e Rosenbach. Da questa località si sarebbero diramate due linee ferroviarie, entrambe a singolo binario:
- il ramo orientale sarebbe stata utilizzato dalla KkStB come tracciato alternativo per collegare Vienna al porto di Trieste, per cui si sarebbe diretto a Klagenfurt. Dalla città carinziana la ferrovia si sarebbe congiunta con un ramo secondario della ferrovia statale Rodolfiana che portava a Sankt Veit an der Glan sul ramo principale;
- il ramo occidentale era destinato alla città austriaca di Villaco, alla quale si sarebbe raccordato, oltre che alla Rudolfiana, anche alla linea della Drava (di proprietà della Südbahn), favorendo i collegamenti verso Fortezza, Innsbruck e, grazie alla linea dei Tauri, Salisburgo e Linz.

### Costruzione ed apertura
L'autorizzazione per la costruzione della ferrovia delle Caravanche fu assegnata dalla legge 6 giugno 1901. La linea fu completata nel 1906 e aperta contestualmente alla Jesenice-Trieste.
Nel 1912 fu rinnovato il nodo di Sankt Veit an der Glan, dato che il ramo della Rudolfiana diretto a Klagenfurt in origine si connetteva alla linea principale in direzione Tarvisio, mentre alla KkStB conveniva che fosse in direzione opposta, verso Vienna. La stazione originaria fu ridenominata Sankt Veit an der Glan Westbahnhof (stazione occidentale) e fu costruito un nuovo tracciato che sarebbe passato più a nord collegandosi al vicino scalo di Sankt Georgen am Längsee, aggirando quello di Glandorf. Sul nuovo tracciato fu costruita l'attuale stazione di Sankt Veit an der Glan, ubicata a nord-est del centro abitato, dalla quale si sarebbe diramata anche la linea per Klagenfurt. La stazione di Glandorf rimase funzionante per la ferrovia delle Caravanche, mentre il tracciato che da quest'impianto era diretto a Sankt Georgen am Längsee fu in seguito dismesso.

### Dopo la prima guerra mondiale
A seguito del Trattato di Saint Germain, la città di Assling (Jesenice) passò al Regno dei Serbi, dei Croati e degli Sloveni. Di conseguenza, il traforo delle Caravanche divenne valico di confine fra Austria e Jugoslavia, mentre l'impianto di Jesenice divenne stazione internazionale di transito.

## Caratteristiche

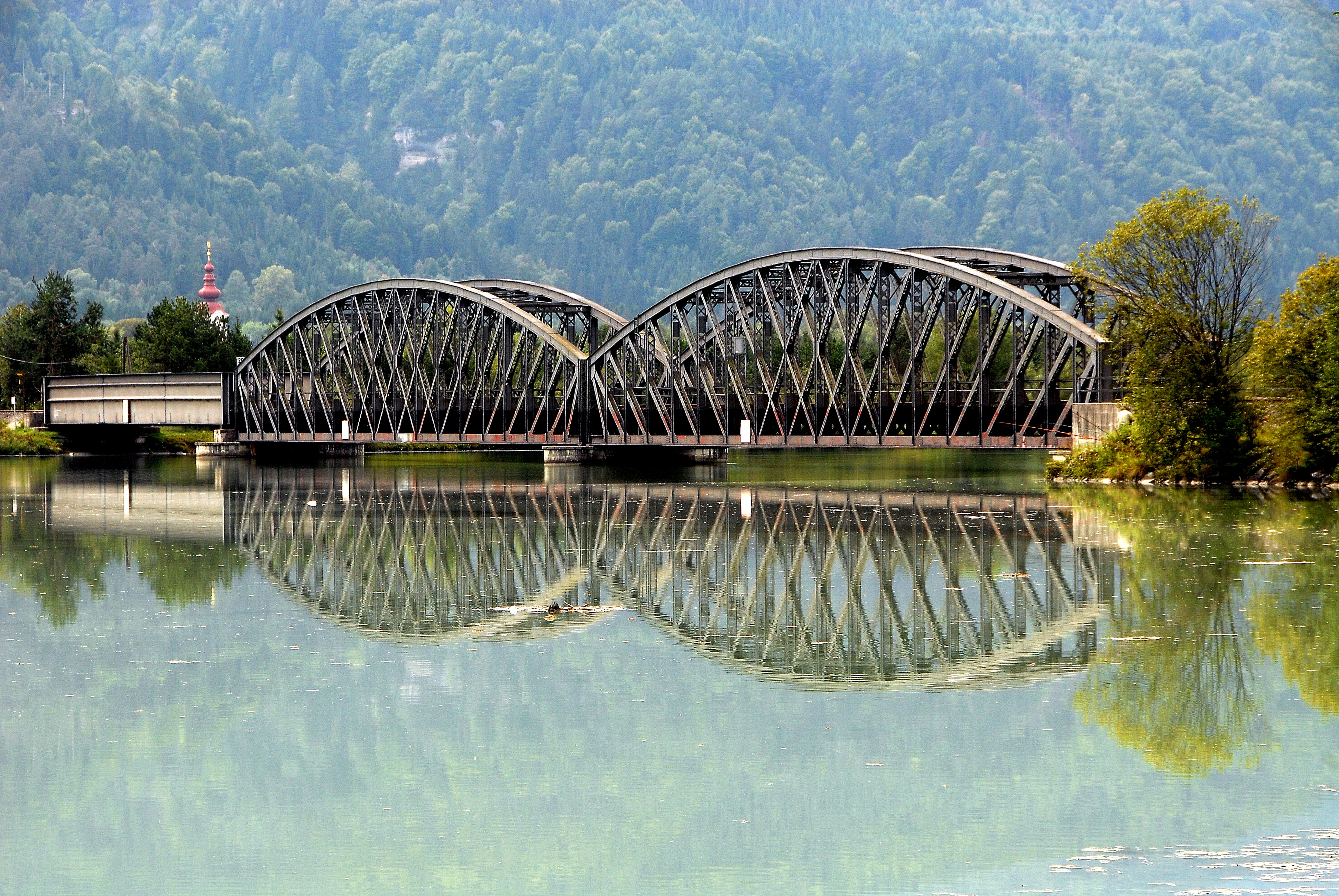
Il Ferlach Strau dove la linea scavalca la Drava

### Armamento e trazione
La linea ferroviaria adotta uno scartamento ferroviario standard da 1435 mm, mentre le rotaie sono di tipo Vignoles. La linea originariamente era stata concepita per essere a singolo binario e come tale si presenta nei tratti tra Gödersdorf e Rosenbach e fra questa località e Klagenfurt. È a doppio binario nei seguenti tratti:
- Villach – Gödersdorf, in comune con la Rudolfiana;
- Sankt Veit an der Glan – Klagenfurt;
- Tra Rosenbach e Jesenice, dato che per motivi storici il traforo delle Caravanche era stato progettato e costruito a doppio binario.

La linea Villach – Jesenice e il tronco Sankt Veit an der Glan – Klagenfurt sono inoltre elettrificate secondo lo standard delle linee austriache:   15000 V in corrente alternata con frequenza 16,7 Hz. La Rosentalbahn fra Rosenbach e Klagenfurt, invece, è a trazione diesel.

### Esercizio
Il ramo occidentale Villach–Jesenice è elettrificato, munito del blocco automatico reversibile ed è attualmente gestito in telecomando dalla stazione di Villaco Centrale.
Il ramo orientale invece, è munito del blocco telefonico ed è dotata dei vecchi segnali ad ala. Le stazioni, ad eccezione di quella di Feistritz, sono impresenziate o soppresse.

## Percorso

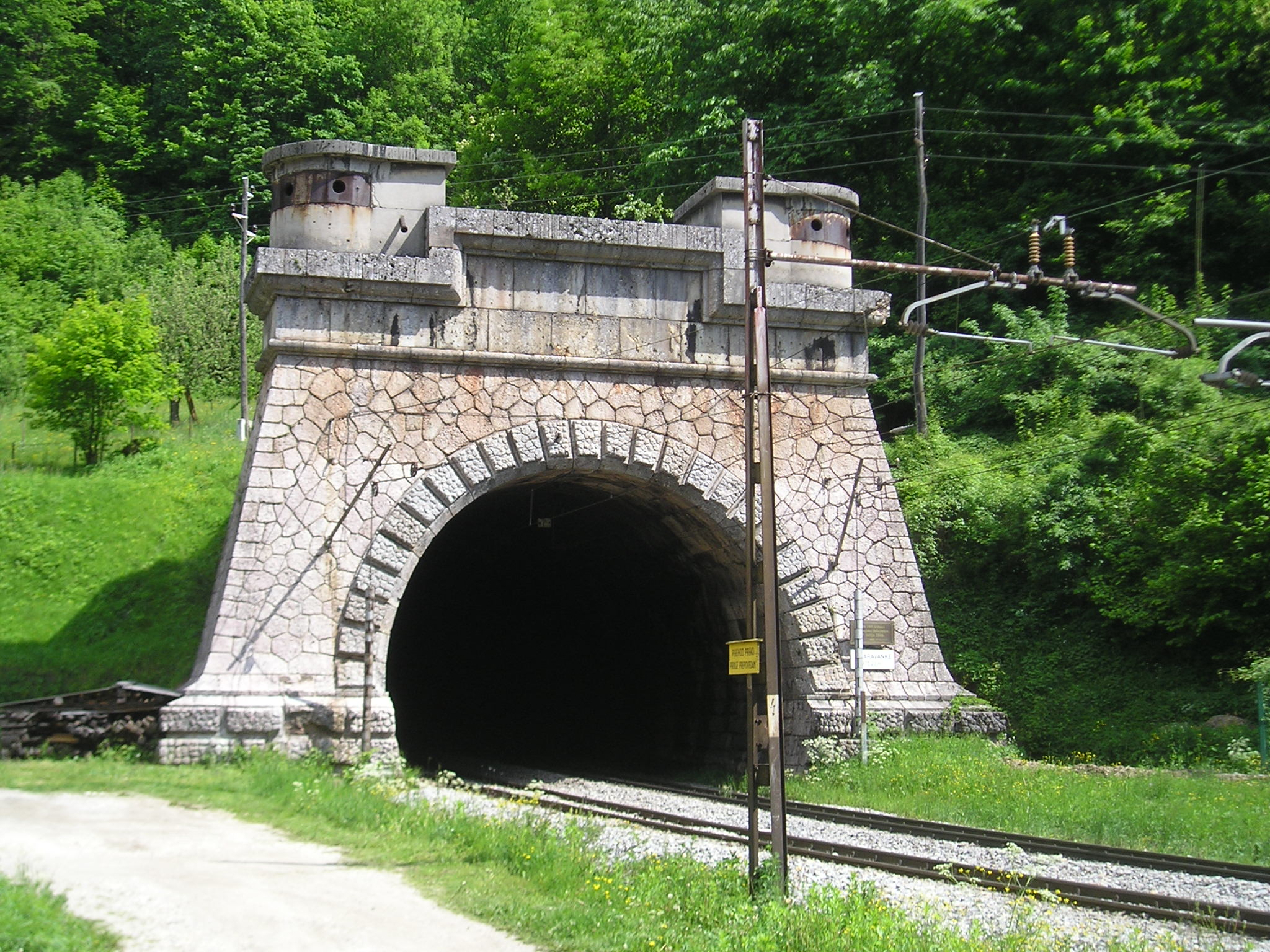
Il traforo delle Caravanche dal lato sud

| Unknown route-map component "CONTgq" | Unknown route-map component "ABZ+lr" | Unknown route-map component "CONTfq" |

| Unknown route-map component "SPLa" |

| Unknown route-map component "vSTR-DST" |

| Unknown route-map component "vSTR-BHF" |

| Unknown route-map component "vÜWBl+l" |

| 164,620 |
| 0,000   |

| Unknown route-map component "cCONTgq" | Unknown route-map component "SPLaq" | Unknown route-map component "STR+ro-STRr" + Unknown route-map component "STR~L" | Unknown route-map component "STR~R" | Unknown route-map component "cd" |

| Unknown route-map component "SPLe" + Unknown route-map component "lBST" |

| Unknown route-map component "hbKRZWae" |

| Station on track |

| 1,071   |
| 379,139 |

| Stop on track |

| 381,682 |
| 2,6     |

| Unknown route-map component "CONTgq" | Unknown route-map component "KRZulr+lr" | Unknown route-map component "STR+r" |

| Unknown route-map component "CONTgq" | Unknown route-map component "STRc2" + One way rightward | Unknown route-map component "STR3" |

|  | Unknown route-map component "BHF+1" | Unknown route-map component "STRc4" |

| Station on track |

| Station on track |

| Station on track |

| Station on track |

| Stop on track |

|  | Unknown route-map component "ABZg+l" | Unknown route-map component "CONTfq" |

| Station on track |

| 22,6   |
| 47,791 |

| Unknown route-map component "tSTRa" |

| Unknown route-map component "GRZq" | Unknown route-map component "GRZq" + Unknown route-map component "tZOLL" | Unknown route-map component "GRZq" |

| 53,635  |
| 637,260 |

| Unknown route-map component "tSTRe" |

| Unknown route-map component "exCONTgq" | Unknown route-map component "eKRZo" | Unknown route-map component "exSTR+r" |

|  | Unknown route-map component "eKRWg+l" | Unknown route-map component "exKRWr" |

| Unknown route-map component "BHF+GRZq" |

|  | Unknown route-map component "ABZgl" | Unknown route-map component "CONTfq" |

| Continuation forward |

### Ramo occidentale (Villach – Jesenice)
Da Villach Hauptbahnhof (stazione centrale di Villaco) fino Gödersdorf, la linea percorre un tratto in comune con la ferrovia Rudolfiana. Poco prima della stazione ovest di Villach (Villach Westbahnhof), un raccordo con la ferrovia della Drava permette l'instradamento dei convogli provenienti da Jesenice diretti verso lo scalo di Spittal-Millstättersee, dal quale si dirama la ferrovia dei Tauri, o verso San Candido, sulla ferrovia della Val Pusteria.
Da Gödersdorf fino a Rosenbach, la ferrovia segue un tracciato autonomo. Essa si mantiene al fianco della costa meridionale della Valle della Drava, passando a sud del lago di Faaker See.
Dopo Rosenbach, la linea si dirige verso meridione valicando le Caravanche grazie alla lunga galleria omonima lunga 7 976 metri. Al termine del traforo, giunta in territorio sloveno, la ferrovia piega verso oriente seguendo il percorso della Sava per giungere alla stazione di Jesenice, dal quale partono la linea per Lubiana, un tempo parte della Rudolfiana, e la Linea per Nova Gorica e Trieste Campo Marzio.

### Ramo orientale (Rosentalbahn)
Il ramo orientale si dirama da Sankt Veit an der Glan, una stazione della ferrovia Rudolfiana, e si dirige a meridione verso Klagenfurt. Poco prima di giungere nei pressi del centro abitato della città della Carinzia, la ferrovia passa ad ovest dell'aeroporto cittadino e successivamente aggira a oriente il centro storico per giungere alla stazione centrale (Klagenfurt Hauptbahnhof), dove avviene l'incrocio con la linea della Drava, che collega la slovena Maribor a San Candido, e alle ferrovia della Val Pusteria.
Dopo Klagenfurt, la ferrovia scavalca il Gian, emissario del lago Wörther See, proseguendo in direzione meridionale verso Maria Rain. Da questa stazione, la linea si dirige verso ovest affiancando per un tratto la Drava, scavalcandola nei pressi di Weizelsdorf. Dall'impianto ferroviario di questa località si dirama la breve linea per Ferlach, la Ferlarcher Bahn.
La linea ferroviaria prosegue quindi in direzione ovest, attraversando la Rosental e mantenendosi a meridione della Drava fino a Rosenbach, dove si congiunge con il ramo occidentale proveniente da Villach e diretto a Jesenice.

## Traffico
La linea è utilizzata per diversi itinerari internazionali come il Villaco – Jesenice – Sesana per Lubiana, Zagabria e Capodistria.
Del ramo orientale il tratto Sankt Veit an der Glan – Klagenfurt è utilizzato per l'itinerario Tarvisio – Villaco – Vienna. Tra Rosenbach e Klagenfurt il servizio funziona come una ferrovia vicinale secondaria, dove anche la maggior parte dei treni locali è svolto da automotrici diesel ed è rimpiazzata, nei giorni di sabato e domenica, da autoservizi. La sopravvivenza di questo tratto di linea, oltre che per motivi storici, è legato a quello di linea di soccorso in caso di interruzione del ramo principale di Villaco.